# Veletržní pohár 1955/1958
První ročník Veletržního poháru se odehrál v průběhu čtyř let (1955 až 1958). Mohl se účastnit jenom jeden klub z každého města, takže bylo běžné, že více týmů z jednoho města do turnaje vyslalo společnou reprezentaci města. Vítězem se stal tým FC Barcelona.

## Základní skupiny

### Skupina A
| Tým          | Z                          | V                          | R                          | P                          | VG                         | IG                         | +/-                        | B                          |
| ------------ | -------------------------- | -------------------------- | -------------------------- | -------------------------- | -------------------------- | -------------------------- | -------------------------- | -------------------------- |
| 1. Barcelona | 2                          | 1                          | 1                          | 0                          | 7                          | 3                          | +4                         | 3                          |
| 2. Kodaň XI  | 2                          | 0                          | 1                          | 1                          | 3                          | 7                          | -4                         | 1                          |
| 3. Vídeň XI  | Vídeň XI se vzdala účasti. | Vídeň XI se vzdala účasti. | Vídeň XI se vzdala účasti. | Vídeň XI se vzdala účasti. | Vídeň XI se vzdala účasti. | Vídeň XI se vzdala účasti. | Vídeň XI se vzdala účasti. | Vídeň XI se vzdala účasti. |

### Skupina B
| Tým                      | Z | V | R | P | VG | IG | +/- | B |
| ------------------------ | - | - | - | - | -- | -- | --- | - |
| 1. Birmingham City FC    | 4 | 3 | 1 | 0 | 6  | 1  | +5  | 7 |
| 2. Internazionale Milano | 4 | 2 | 1 | 1 | 6  | 2  | +4  | 5 |
| 3. Záhřeb XI             | 4 | 0 | 0 | 4 | 0  | 9  | -9  | 0 |

### Skupina C
| Tým                   | Z                                   | V                                   | R                                   | P                                   | VG                                  | IG                                  | +/-                                 | B                                   |
| --------------------- | ----------------------------------- | ----------------------------------- | ----------------------------------- | ----------------------------------- | ----------------------------------- | ----------------------------------- | ----------------------------------- | ----------------------------------- |
| 1. Lausanne Sports    | 2                                   | 1                                   | 0                                   | 1                                   | 10                                  | 9                                   | +1                                  | 2                                   |
| 2. Lipsko XI          | 2                                   | 1                                   | 0                                   | 1                                   | 9                                   | 10                                  | -1                                  | 2                                   |
| 3. Kolín nad Rýnem XI | Kolín nad Rýnem XI se vzdal účasti. | Kolín nad Rýnem XI se vzdal účasti. | Kolín nad Rýnem XI se vzdal účasti. | Kolín nad Rýnem XI se vzdal účasti. | Kolín nad Rýnem XI se vzdal účasti. | Kolín nad Rýnem XI se vzdal účasti. | Kolín nad Rýnem XI se vzdal účasti. | Kolín nad Rýnem XI se vzdal účasti. |

### Skupina D
| Tým             | Z | V | R | P | VG | IG | +/- | B |
| --------------- | - | - | - | - | -- | -- | --- | - |
| 1. Londýn XI    | 4 | 3 | 0 | 1 | 9  | 3  | +6  | 6 |
| 2. Frankfurt XI | 4 | 2 | 0 | 2 | 10 | 10 | 0   | 4 |
| 3. Basilej XI   | 4 | 1 | 0 | 3 | 7  | 13 | -6  | 2 |

## Play off

### Semifinále
| Domácí v 1. zápase | Celkem | Hosté v 1. zápase | 1. zápas | 2. zápas |
| ------------------ | ------ | ----------------- | -------- | -------- |
| FC Lausanne-Sport  | 2-3    | Londýn XI         | 2–1      | 0–2      |
| Birmingham City FC | 4–41   | Barcelona         | 4–3      | 0–1      |

1 Barcelona porazila Birmingham City FC 2–1 v rozhodujícím zápase na neutrální půdě.

### Finále
| Domácí v 1. zápase | Celkem | Hosté v 1. zápase | 1. zápas | 2. zápas |
| ------------------ | ------ | ----------------- | -------- | -------- |
| Londýn XI          | 2–8    | Barcelona         | 2–2      | 0–6      |

## Vítěz
| Veletržní pohár 1955/58 FC Barcelona |